# Aulíkové z Třebnice
Aulíkové z Třebnice též Oulíkové z Třebnice jsou česká rytířská rodina.

## Historie
Zakladatelem rodu Aulíků z Třebnice byl Šimon Petr Aulík z Třebnice. Šimon Petr byl od roku 1624 rychtářem v Litoměřicích, ve velkém skupoval okolní statky a brzy zbohatl. Za svoji účast na rekatolizační činnosti byl roku 1628 povýšen do šlechtického stavu. V roce 1633 získal místo sekretáře české dvorské kanceláře, později roku 1642 post Hofrychtáře královských měst. Zemřel roku 1657. Šimon Petr měl pět synů a dvě dcery, jeho potomci působili ve státních službách i jako duchovní, ale brzy zchudli a ztratili na významu.

## Erb
Na erbu Aulíků z Třebnice se nachází zvíře, které je popisováno jako „polovice vola bílého, k trkání hněvivě vyskakujícího“.